# Aleksandr Jelesin
Aleksandr Michajłowicz Jelesin, ros. Александр Михайлович Елесин (ur. 7 lutego 1996 w Jarosławiu) – rosyjski hokeista, reprezentant Rosji, olimpijczyk.

## Kariera
- Łokomotiw Jarosław do lat 16 (2011–2012)
- Łokomotiw Jarosław do lat 17 (2012–2013)
- Łoko-Junior Jarosław (2013–2015)
- Łoko Jarosław (2013-2016)
- Amur Chabarowsk (2016-2017)
  -  Amurskie Tigry Chabarowsk (2016, 2017)
  -  Sokoł Krasnojarsk (2017)
- Łokomotiw Jarosław (2017-2019)
  -  HK Riazań (2017)
- Stockton Heat (2019-2021)
  -  Calgary Flames (2020)
- Łokomotiw Jarosław (2021-)

Wychowanek Łokomotiwu Jarosław. W zespołach juniorskich klubu grał w ligach MHL-B i MHL. W połowie 2016 przeszedł do Amura Chabarowsk. Od tego czasu w występował w barwach Amura w KHL, a epizodycznie także w zespołach stowarzyszonych w WHL i MHL. W maju 2016 powrócił do Łokomotiwu. W maju 2019 podpisał kontrakt wstępujący z kanadyjskim klubem Calgary Flames. W barwach tej drużyny zagrał cztery mecze w rozgrywkach NHL w lutym 2020, a ponadto przez dwa sezony grał regularnie w barwach amerykańskiego zespołu farmerskiego Stockton Heat w AHL. W czerwcu 2021 ponownie związał się umowę z macierzystym Łokomotiwem.
Od sezonu 2017/2018 seniorski reprezentant Rosji. W barwach reprezentacji Rosyjskiego Komitetu Olimpijskiego uczestniczył w turnieju zimowych igrzysk olimpijskich 2022.

## Sukcesy
Reprezentacyjne
- Srebrny medal zimowych igrzysk olimpijskich: 2022

Klubowe
- Srebrny medal mistrzostw Rosji do lat 17: 2013 z Łokomotiwem
- Srebrny medal MHL-B: 2014 z Łoko-Junior Jarosław
- Pierwsze miejsce w Dywizji Północny Zachód w sezonie zasadniczym MHL: 2015, 2016 z Łoko Jarosław
- Pierwsze miejsce w Konferencji Zachód w sezonie zasadniczym MHL: 2015, 2016 z Łoko Jarosław
- Pierwsze miejsce w sezonie zasadniczym MHL: 2016 z Łoko Jarosław
- Złoty medal MHL /  Puchar Charłamowa: 2016 z Łoko Jarosław
- Superpuchar MHL: 2016 z Łoko Jarosław
- Złoty medal mistrzostw Rosji: 2025 z Łokomotiwem
- Puchar Gagarina: 2025 z Łokomotiwem

Indywidualne
- KHL (2017/2018):
  - Nagroda „Sekundy” (dla strzelca najszybszego gola w meczu) - uzyskał gola w 5. sekundzie meczu[5]
- KHL (2018/2019):
  - Najlepszy obrońca tygodnia - 17 września 2018[6]
  - Mecz Gwiazd KHL
- KHL (2023/2024):
  - Czwarte miejsce w klasyfikacji strzelców wśród obrońców w fazie play-off: 3 gole